# Wolfisberg
Wolfisberg  är en ort i kommunen Niederbipp i kantonen Bern, Schweiz. Wolfisberg var tidigare en självständig kommun, men den 1 januari 2020 inkorporerades kommunen i Niederbipp.
Den tidigare kommunen har en yta på 2,4 kvadratkilometer. Av detta område används 45,7 procent inom jordbruket, medan 49,8 procent är skogsmark. Resten av marken (4,5 procent) är bosatt. Wolfisberg har en befolkning (den 31 december 2015) på 187. År 2007 utgjordes 2,7 procent av befolkningen av utländska medborgare.  Större delen av befolkningen (år 2000) talar tyska (96,6 procent), med albanska som det näst vanligaste språket (1,7 procent) och franska som tredje (1,1 procent).
I valet 2007 var det populäraste partiet det schweiziska folkpartiet som fick 45,1 procent av rösterna. De tre nästa populäraste partierna var socialdemokraterna (19,8 procent), Green Party of Switzerland (16 procent) och Schweiz frisinnade demokratiska parti (8,3 procent).
Åldersfördelningen av befolkningen (år 2000) är att barn och ungdomar (0-19 år) utgör 24,7 procent av befolkningen, medan de vuxna (20-64 år) utgör 59,8 procent och äldre personer (över 64 år) utgör 15,5 procent. I Wolfisberg har cirka 81 procent av befolkningen (mellan 25 och 64 år) genomfört antingen icke-obligatorisk gymnasieutbildning eller ytterligare högre utbildning på universitet eller yrkeshögskola.
Wolfisberg har en arbetslöshet på 0 procent. År 2005 fanns det 9 personer anställda i den primära ekonomiska sektorn och cirka 4 företag som var involverade i denna sektor. 1 person är anställd i den sekundära sektorn och det finns 1 företag inom denna bransch. 5 personer är anställda inom tjänstesektorn, med 2 företag i denna sektor. 